# 日本経済新聞社監修 知らないままでは損をする「モノやお金のしくみ」DS
『日本経済新聞社監修 知らないままでは損をする「モノやお金のしくみ」DS』（にほんけいざいしんぶんしゃかんしゅう しらないままではそんをする「ものやおかねのしくみ」ディーエス）は、2009年8月27日に任天堂から発売されたニンテンドーDS用ソフト。

## 概要
Touch! Generationsシリーズの1つで、日本経済新聞社の監修の元、クイズ形式で政治経済の問題を学べる内容になっている。

## 内容
今日の○得
1日毎、特定のジャンルから数問出題する。
問題一覧
「知力で解く300の話題」「感覚で解く200の話題」から自由に選んで問題を解く。
昇進試験
問題（「問題一覧」から出題）を解いて、合格すると昇進。ランクに応じて給料が支給され、ツールやミニゲームなどのグッズを購入できる。
日経TEST DS版
日経TESTのお試し版をプレイできる。